# كاتلين فلانغن
كاتلين فلانغن (بالإنجليزية: Caitlin Flanagan)‏ هي صحفية أمريكية، ولدت في 1961.

## وصلات خارجية
- كاتلين فلانغن على موقع إن إن دي بي (الإنجليزية)